# Metria euristea
Metria euristea là một loài bướm đêm trong họ Erebidae.